# سفارة فلسطين في القاهرة
سَفارة فِلسطين في القاهرة (بالإنجليزية: Embassy of Palestine in Cairo)‏ هي الممثلية الدبلوماسية العُليا لدولة فلسطين لدى مصر. منذُ أكتوبر 2017 يُعتبر دياب اللوح سفير فلسطين في جُمهورية مصر العربية.

## الموقع
تَقع سَفارة فِلسطين في 24 شارع النهضة، خلف مستشفى الزراعيين في حي الدقي في الجيزة.

## تاريخ السَفارة
استناداً لقرار المجلس الوطني الفلسطيني قام الشهيد القائد ياسر عرفات بإعلان قيام دولة فلسطين في 15 نوفمبر 1988، وَعندئذٍ شرعت اللجنة التنفيذية بتحويل مكاتب منظمة التحرير الفلسطينية إلى سفارات، وتم الاعتراف بها في كل دولة ومن ثم أوجد مكتب لفلسطين في كلٍ منها، وأخذت فلسطين خطوات جدية نحو التمثيل الدبلوماسي الفلسطيني.
كانت جمهورية مصر العربية من الدول السباقة في الاعتراف بدولة فلسطين، ورفع مستوى التمثيل الدبلوماسي لها، وإضافتها إلى وزارة الخارجية وكذلك تسجيلها في الكتاب الأبيض، وَحينها عمل الأستاذ سعيد وصفي كمال كأول سفير لفلسطين بجمهورية مصر العربية بعد الاعتراف عام 1988.

## أقسام السفارة
تَحتوي السَفارة الفلسطينية على عدد من الأقسام، حيث تَحتوي على مكتب السَفير، وَقسم سياسي، وَقسم ثقافي، وَقسم تجاري، وَقسم طبي، وَقسم مالي، وَقسم قُنصلي يَهتم بشؤون الرعايا، بالإضافة إلى وجود مركز إعلامي وثقافي وَقسم خاص بالعلاقات العامة.

## القُنصليات
تَمتلك فلسطين قُنصلية عامة في مدينة الإسكندرية. تَقع القُنصلية في 158 شارع عمر لطفي في حي سبورتنج الصغرى في مدينة الإسكندرية. 

### قائمة القناصل
- حسام عبد العزيز حسن الدباس.[6]
- رأفت بدران (حتى 2024).
- وفيق أبو سيدو (منذ أكتوبر 2024)

### الخِدمات

#### القسم القُنصلي
يَقوم القِسم القُنصلي بعدة خَدمات، وَمنها:
1. الاهتمام بأبناء الجالية الفلسطينية ورعايتهم والحفاظ على مصالحهم.
2. استلام وتسليم كافة المعاملات الخاصة بإصدار وتجديد جوازات السلطة للمواطنيين الفلسطينيين عن طريق السفارة الفلسطينية بالقاهرة.
3. استلام وتسليم المعاملات الخاصة بإستخراج السجلات البحرية «الجوازات البحرية».
4. استخراج شهادات الميلاد وفق النظم والقوانيين السارية في هذا الشأن.
5. إصدار إفادات متنوعة مثل: شهادات عزوبية، شهادات على قيد الحياة، شهادات لمن يهمه الأمر، حسن سير وسلوك، شهادات إثبات جنسية، خطابات الحج والعمرة وَغيرها.
6. إصدار بطاقات تسجيل قنصلي للفلسطينيين المُقيمين بالإسكندرية.

#### القسم الثقافي
يَقوم القِسم الثقافي بعدة خَدمات، وَمنها:
1. إقامة المعارض والندوات الثقافية لتعريف الجمهور على القضية الفلسطينية.
2. إصدار إفادات وموافقات التحاق للمؤسسات التعليمية الحكومية والخاصة لكافة مراحل التعليم.
3. الإشراف على شؤون الطلبة التعليمية ومتابعة أوضاعهم التعليمية لدى المؤسسات التعليمية.
4. إحياء المناسبات الوطنية بالتنسيق مع السفارة الفلسطينية بالقاهرة.
5. الإتصال بالإدارات التعليمية لتذليل أي عقبات تصادف الطلبة أو ذويهم.
6. مُساعدة الطلبة في توفير منح جزئية وكاملة في دورات اللغات والكمبيوتر.
7. تطوير أواصر التعاون والتواصل مع المؤسسات الثقافية مثل مكتبة الإسكندرية والمراكز الثقافية المصرية والأجنبية المعتمدة في الإسكندرية.

## روابط خارجية
- الموقع الرسمي للسفارة.